# Schönfeld (Saxônia)
Schönfeld é um município da Alemanha, situado no distrito de Meißen, no estado da Saxônia. Tem 39,14 km² de área, e sua população em 2019 foi estimada em 1.870 habitantes.